# Pterodiscus gayi
Pterodiscus gayi är en sesamväxtart som beskrevs av Joseph Decaisne. Pterodiscus gayi ingår i släktet Pterodiscus och familjen sesamväxter. Inga underarter finns listade i Catalogue of Life.